# Ненад Трајковић
Ненад Трајковић (Београд, 10. фебруар 1961) је српски кошаркашки тренер.

## Каријера
Трајковић је тренерским послом почео да се бави 1987. године као помоћник Душку Вујошевићу. Сарађивао је и са Божом Маљковићем у Реалу, Душаном Ивковићем у Динаму из Москве, Жељком Обрадовићем у Партизану али и Душком Ивановићем у репрезентацији БиХ. Једну сезону је радио и у НБА лиги као помоћник у Финикс сансима.
Као први тренер водио је екипе чачанског Борца, Слоге из Краљева, Партизана, Бањалучке пиваре, Крке, белгијског Пепинстера, Игокее. Са Партизаном је освојио Куп СР Југославије 2000. године. Са Студентским центром је освојио Другу Јадранску лигу у сезони 2020/21.
Предводио је националне тимове Ирана 2003. године и Летоније (2008), а радио је и као селектор јуниорске, младе и универзитетске репрезентације Југославије.